# Moythomasia
Moythomasia è un genere di pesci ossei estinto, appartenente agli attinotterigi. Visse nel Devoniano medio-superiore (circa 365-360 milioni di anni fa) e i suoi resti sono stati ritrovati in Europa (Germania) e in Australia.

## Descrizione
Di piccole dimensioni, questo pesce non superava la lunghezza di 10 centimetri. Possedeva una grossa testa e grandi occhi, mentre il resto del corpo seguiva le proporzioni di gran parte dei pesci ossei arcaici. Rispetto ad altri pesci simili, Moythomasia era dotato di scaglie ganoidi di tipo diverso: queste, infatti, possedevano una sorta di cresta all'apice del bordo, che si adattava a una cavità nell'estremità inferiore della scaglia precedente. Questo tipo di rivestimento rendeva le scaglie ben articolate fra loro e conferiva all'animale una protezione flessibile.

## Classificazione
Moythomasia (il cui nome deriva dal noto paleontologo J. A. Moy-Thomas) è considerato uno dei primi esempi ben noti di attinotterigi, ovvero la sottoclasse che attualmente contiene la stragrande maggioranza di pesci ossei. Questo pesce, in particolare, è stato ascritto al gruppo dei paleonisciformi, che comprende numerose altre specie di attinotterigi primitivi. Una riclassificazione di questo gruppo, tuttavia, ha messo in luce differenze fondamentali di Moythomasia e alcune forme simili (ad esempio Mimipiscis) tali da giustificare l'inclusione in un gruppo a sé stante per queste forme. La specie tipo, M. perforata, è nota per esemplari frammentari provenienti dalla Germania, ma dotati di una particolare ornamentazione cranica. Le specie più note di Moythomasia erano però M. lineata, M. nitida e l'australiana M. durgaringa.

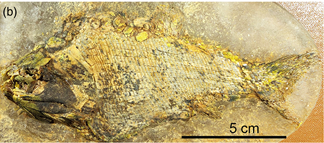
Fossile di Moythomasia durgaringa